# Автодром імені Хуана й Оскара Альфредо Гальвесів
Автодром імені Хуа́на й О́скара Альфре́до Га́львесів (ісп. Autódromo Juan y Oscar Alfredo Gálvez) — автодром, розташований у місті Буенос-Айресі, столиці Аргентини. Названий на честь аргентинських братів-гонщиків Хуана Гальвеса й Оскара Альфредо Гальвеса. Відкритий 1952 року. На автодромі проводилися змагання 20 Гран-прі Аргентини Формули-1, а також місцеві турніри з автомобільного спорту.

## Історія
1950 року аргентинець Хуан Мануель Фанхіо став чемпіоном світу, що підштовхнуло тодішнього президента Аргентини Хуана Домінго Перона сприяти побудові автодрому у Буенос-Айресі. Траса для перегонів була збудована 1952 року у районі Вілья-Ріачуело і мала площу 200 га. Автодром у своєму початковому вигляді мав 10 альтернативних трас. Відкриття автодрому відбулося 9 березня 1952 року за участю мера міста Хорхе Сабате. Автодром отримав назву 17 жовтня на честь дня, коли 1945 року відбулися масові виступи на підтримку Перона.
Перші перегони відбулися на цьому автодромі у березні 1952 року і мали назву Кубок Перона. Їх переможцем став Фанхіо на Ferrari 166FL.
1953 року на трасі у Буенос-Айресі відбулися перші автоперегони у класі Формула-1 за межами Європи. Їх переможцем став Альберто Аскарі з команди Феррарі. Цю перемогу затьмарив нещасний випадок на перегонах, у якому загинули 9 осіб. У 1954—1957 роках Гран-прі Аргентини вигравав Фанхіо. Після виходу аргентинського пілота на пенсію і падіння режиму Перона 1961 року Гран-прі Аргентини було викреслено з календаря Формули-1 більш ніж на десять років.
У 1954—1972 роках на автодромі також проводилися 9 змагань під назвою «1000 км Буенос-Айреса».
Так як автодром за задумом мав стати одним з найкращих у світі, його будували на совість і впродовж більш ніж 15 років роботи на ньому не проводилося жодних ремонтів і перебудов. 1955 року його назву було змінено на Муніципальний Автодром Буенос-Айреса, оскільки Перона було скинуто і стара назва не відповідала політичній ситуації в країні. У 1960-х роках деякі сектори траси було модифіковано, завдяки чому автодром став одним з найбезпечніших у світі на той час: після 1953 року на ньому не було жодної серйозної аварії.
1972 року Гран-прі Аргентини повернули до календаря змагань. Ця подія збіглася з дебютом аргентинського гонщика Карлоса Ройтемана. Автоперегони проводилися в Буенос-Айресі до 1982 року, коли Ройтеман пішов на пенсію, а Аргентина вступила у Фолклендську війну проти Британії.
1989 року автодром отримав свою сучасну назву на честь видатних аргентинських братів-гонщиків.
1991 року трасу викупив приватний консорціум «Gran Premio de la Repíblica Argentina S.A.», який розпочав її перебудову. Тодішній президент Карлос Менем прагнув повернути етап чемпіонату світу до Аргентини, оскільки його син був великим шанувальником автомобільного спорту. 1995 року Гран-прі Аргентини повернули до календаря змагань, але через постійні фінансові проблеми організаторів 1998 року його було знову викреслено. Автодром потребував значних інвестицій: на бокси, залу для преси, контрольну вежу, відбійники, трибуни, службові приміщення і перенастил траси.
2004 року реконструкцію автодрому було завершено. Після неї він став найбільшим у Південній Америці й отримав категорію А за нормами Аргентинської асоціації автомобілізму.
2005 року концесію на автодром отримала фірма «Autódromo de la Ciudad de Buenos Aires S.A», яка буде опікуватися ним до квітня 2020 року.

## Траси
Автодром має такі альтернативні траси:
| Номер     | Зображення | Особливості |
| --------- | ---------- | --- |
| Траса №6  |            | використовувалася впродовж 4 останніх Гран-прі Аргентини. Це складна конфігурація траси. Складними місцями є поворот Аскарі і S Сенни, збудовані спеціально до Гран-прі 1995-1998 років |
| Траса №9  |            | найбільш використовувана. Швидкісна. Складними місцями є поворот Віборіти, Омбу і спуск Тобогана.                                                                                       |
| Траса №12 |            | використовується для змагань Turismo Carretera, а з 2010 року також для Top Race і TC 2000. Має три довгі прямі відрізки, швидкий поворот (Салотто), зигзаг оленів.                     |
| Траса №15 |            | використовувалася для Гран-прі Аргентини у 1974-1981 роках. Схожа на №12. |
| Траса №2  |            | ідентична трасі №8, за винятком того, що розвилку було збільшено на 250 м. |

## Гран-прі Аргентини
| Сезони | Пілот               | Команда          | Дата            | Результати |
| ------ | ------------------- | ---------------- | --------------- | ---------- |
| 1953   | Альберто Аскарі     | Ferrari          | 18 січня 1953   | Результати |
| 1954   | Хуан Мануель Фанхіо | Maserati         | 17 січня 1954   | Результати |
| 1955   | Хуан Мануель Фанхіо | Mercedes         | 16 січня 1955   | Результати |
| 1956   | Хуан Мануель Фанхіо | Ferrari          | 22 січня 1956   | Результати |
| 1957   | Хуан Мануель Фанхіо | Maserati         | 13 січня 1957   | Результати |
| 1958   | Стірлінг Мосс       | Cooper-Climax    | 19 січня 1958   | Результати |
| 1960   | Брюс Макларен       | Cooper-Climax    | 7 лютого 1960   | Результати |
| 1972   | Джекі Стюарт        | Tyrrell-Ford     | 23 січня 1972   | Результати |
| 1973   | Емерсон Фіттіпальді | Lotus-Ford       | 28 січня 1973   | Результати |
| 1974   | Денні Х'юм          | McLaren-Ford     | 13 січня 1974   | Результати |
| 1975   | Емерсон Фіттіпальді | McLaren-Ford     | 12 січня 1975   | Результати |
| 1977   | Джоді Шектер        | Wolf-Ford        | 9 січня 1977    | Результати |
| 1978   | Маріо Андретті      | Lotus-Ford       | 15 січня 1978   | Результати |
| 1979   | Жак Лаффіт          | Ligier-Ford      | 21 січня 1979   | Результати |
| 1980   | Алан Джонс          | Williams-Ford    | 13 січня 1980   | Результати |
| 1981   | Нельсон Піке        | Brabham-Ford     | 12 квітня 1981  | Результати |
| 1995   | Деймон Хілл         | Williams-Renault | 9 квітня 1995   | Результати |
| 1996   | Деймон Хілл         | Williams-Renault | 7 квітня 1996   | Результати |
| 1997   | Жак Вільнев         | Williams-Renault | 30 березня 1997 | Результати |
| 1998   | Міхаель Шумахер     | Ferrari          | 12 квітня 1998  | Результати |

## 200 км Буенос-Айреса
| Рік  | Пілоти                                      | Автомобіль      | Команда                     | Результати | Траса |
| ---- | ------------------------------------------- | --------------- | --------------------------- | ---------- | ----- |
| 2004 | Габріель Понсе де Леон / Патрісіо Ді Пальма | Ford Focus      | Ford YPF Berta Motorsport   | 2004       | № 9   |
| 2005 | Дієго Авентін / Лусіано Бурті               | Ford Focus      | Ford YPF Berta Motorsport   | 2005       | № 12  |
| 2006 | Матіас Россі / Ален Мену                    | Chevrolet Astra | Chevrolet Elaion Pro Racing | 2006       | № 12  |
| 2007 | Хуан Мануель Сільва / Есекіель Босіо        | Honda Civic     | Honda Petrobras             | 2007       | № 9   |
| 2008 | Хосе Марія Лопес / Ентоні Рейд              | Honda Civic     | Honda Petrobras             | 2008       | № 9   |
| 2009 | Норберто Фонтана / Рікардо Маурісіо         | Toyota Corolla  | Toyota Team Argentina       | 2009       | № 12  |
| 2010 | Бернардо Жавер / Мауро Хьяжомбардо          | Toyota Corolla  | Toyota Team Argentina       | 2010       | № 12  |
| 2011 |                                             |                 |                             | 2011       | № 12  |